# Balbigny
Balbigny is een gemeente in het Franse departement Loire (regio Auvergne-Rhône-Alpes). De plaats maakt deel uit van het arrondissement Roanne. Balbigny telde op 1 januari 2022 2.848 inwoners. In de gemeente ligt spoorwegstation Balbigny. 

## Geografie
De oppervlakte van Balbigny bedroeg op 1 januari 2022 16,98 vierkante kilometer; de bevolkingsdichtheid was toen 167,7 inwoners per km².

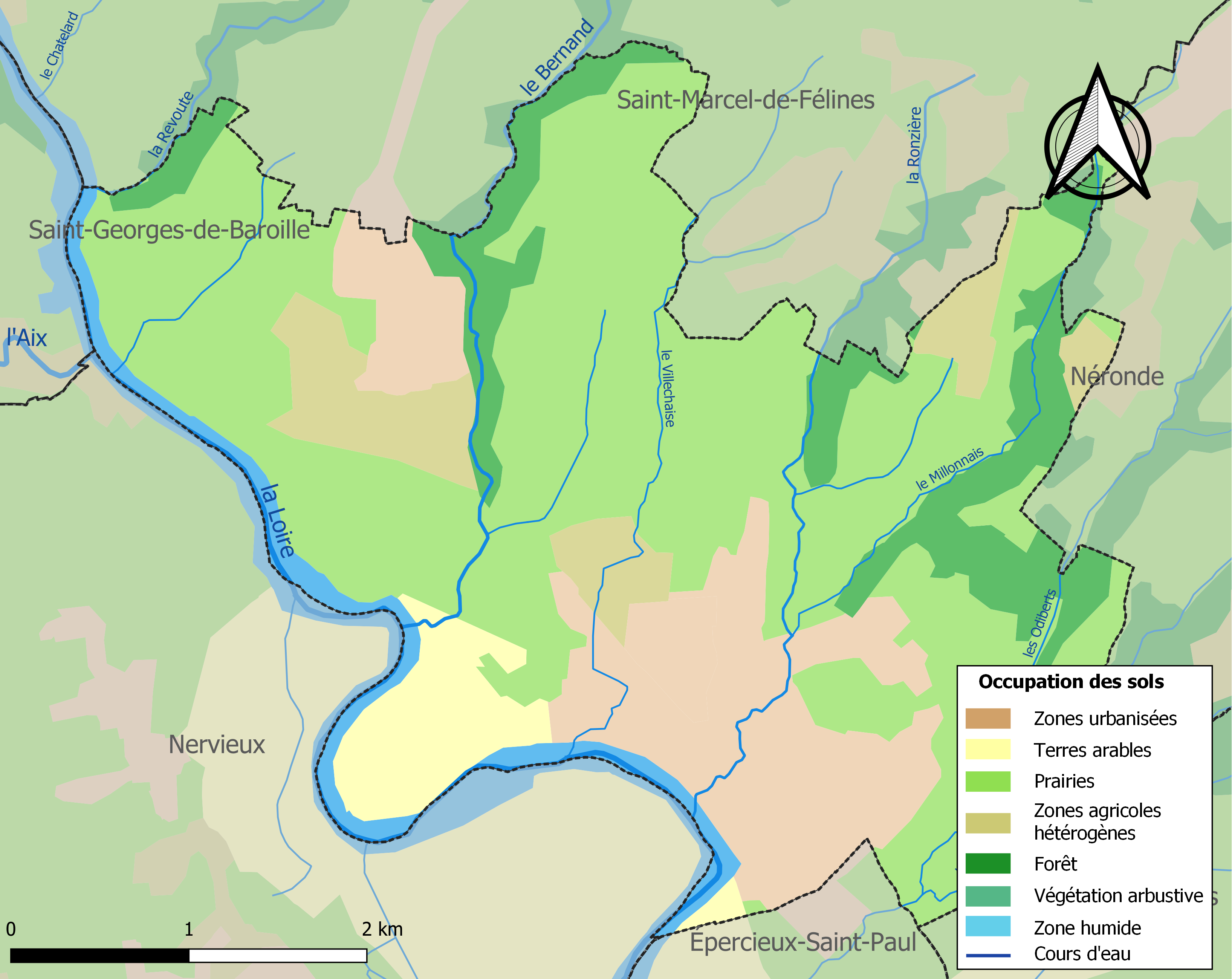
Kaart van de gemeente met de belangrijkste infrastructuur, bodemgebruik en omliggende gemeenten

## Demografie
Onderstaande figuur toont het verloop van het inwonertal (bron: INSEE-tellingen).